# Amerotyphlops brongersmianus
Amerotyphlops brongersmianus är en ormart som beskrevs av Vanzolini 1972. Amerotyphlops brongersmianus ingår i släktet Amerotyphlops och familjen maskormar. Inga underarter finns listade i Catalogue of Life.
Denna orm förekommer i Sydamerika i Brasilien, i regionen Guyana och i angränsande regioner av Venezuela, Colombia, Peru och Bolivia, Paraguay, Uruguay och Argentina. Habitatet utgörs av Atlantskogen, regnskogar och fuktiga savanner. Den hittas även på några tillhörande öar. Amerotyphlops brongersmianus gräver i lövskiktet och i det översta jordlagret. Honor lägger antagligen ägg.
För beståndet är nästan inga hot kända. På öar påverkas arten negativ av husbyggen. Hela populationen anses vara stabil. IUCN listar arten som livskraftig (LC).